# Litomyšl-Nedošín
Litomyšl-Nedošín – przystanek kolejowy w miejscowości Litomyšl, w kraju pardubickim, w Czechach Znajduje się na wysokości 315 m n.p.m.

## Linie kolejowe
- 018 Choceň - Litomyšl